# Cicisbeo

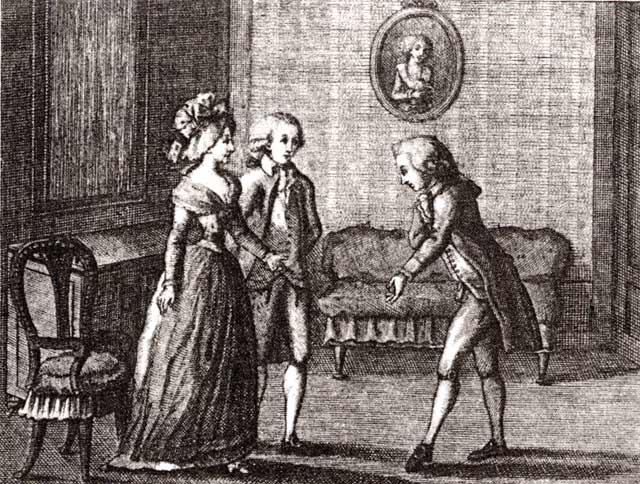
Cicisbeo, rycina z wydania dzieł teatralnych Carla Goldoniego, 1790

Cicisbeo, także cicisbej (wł. cicisbeo, cavaliere servente; wym. cziczizbeo) – przyjaciel domu, który adoruje panią domu; gach, kochanek. W XVIII wieku we Włoszech tym mianem określano towarzysza zamężnej damy z wyższych sfer.
Cicisbeo w dawnych Włoszech był powiernikiem zamożnej mężatki, najczęściej płatnym, który zaspokajał jej potrzeby seksualne, emocjonalne i towarzyszył w miejscach publicznych. Mógł być mężczyzną żonatym albo kawalerem. Zwykle należał do arystokracji. Odpowiedniego partnera dla damy wybierało niekiedy oboje małżonków. W Hiszpanii nazywany cortejo lub estrecho. Przez cały wiek XVIII zatrudnianie cicisbeo uchodziło za powszechny zwyczaj i normę społeczną, której nie łączono z pojęciem zdrady małżeńskiej.
W swoim opracowaniu historycznym (Histoire des républiques italiennes du Moyen Âge) szwajcarski ekonomista Jean de Sismondi poświęcił cicisbeo dużo miejsca, uważając, że byli oni jedną z głównych przyczyn upadku włoskich tradycji rodzinnych. Z kolei Roberto Bizzocchi wykazał, że to wokół nich kształtowały się stereotypy męskości i kobiecości w XVIII-wiecznej Italii. Postać cicisbeo jest obecna w literaturze i teatrze tego okresu. Była wykpiwana przez niektórych autorów (Giuseppe Parini, Il giorno) lub opisywana jako specyfika włoskiej obyczajowości (Carlo Goldoni, La dama prudente, La famiglia dell'antiquario). Pojawiła się także w teatrze operowym (Wesele Figara Mozarta, Włoszka w Algierze Rossiniego).